# Estera Karp
Estera Karp, Esther Carp (ur. 17 grudnia 1897 w Skierniewicach, zm. 11 czerwca 1970 w Paryżu) – polska malarka pochodzenia żydowskiego.

## Życiorys
Była córką żydowskiego fotografa Lipmana Karpa i Bruchy z Fersztenbergów, trzecią córką z ośmiorga rodzeństwa w rodzinie Karpów. W latach 1915–1920 uczyła się w Szkole Sztuk Pięknych w Warszawie, a następnie prawdopodobnie studiowała malarstwo na Akademii Sztuk Pięknych w Wiedniu. Po studiach zamieszkała w Łodzi. 
W roku 1925 wyjechała do Paryża, gdzie wystawiała w Salonie Niezależnych, Salonie Jesiennym i Salonie Majowym. W 1931 roku Leopold Zborowski zorganizował jej indywidualną wystawę. W tym samym roku lub rok później wróciła do Polski, gdzie miała kilka wystaw, m.in. w salonie Żydowskiego Towarzystwa Krzewienia Sztuk Pięknych oraz w Łodzi w 1933. Przed wybuchem II wojny światowej wyjechała ponowie w 1936 do Paryża i pozostała tam do końca życia. Od 1940 do 1954 mieszkała w hotelu przy ulicy Guénégaud w 6. dzielnicy.
W roku 1941 zachorowała psychicznie. Była wielokrotnie hospitalizowana w zakładach zamkniętych, co uchroniło ją od prześladowań hitlerowskich, szpital w Villejuif opuściła dopiero w 1944.
W 1954 uzyskała niewielkie mieszkanie przy bulwarze Saint Germain 152, które stanowiło również jej pracownię i skąd została usunięta w 1963 w związku z zaległościami w czynszu oraz zakłóceniami porządku, wywołanymi jej chorobą psychiczną, przede wszystkim manią prześladowczą jako objawem psychozy urojeniowej. W czasie pobytów w szpitalach i zakładach psychiatrycznych wykonała wiele rysunków kolorowymi długopisami.
W czerwcu 1964 roku została przeniesiona do szpitala psychiatrycznego Saint Maurice na oddział profesora Baruka. W 1970 roku z powodu poważnych problemów zdrowotnych została wysłana do szpitala w Créteil, gdzie zmarła kilka dni po przeniesieniu w wieku 72 lat.